# Diocesi di Pelplin

Mappa delle quattro diocesi cattoliche della Prussia nel XIII secolo.

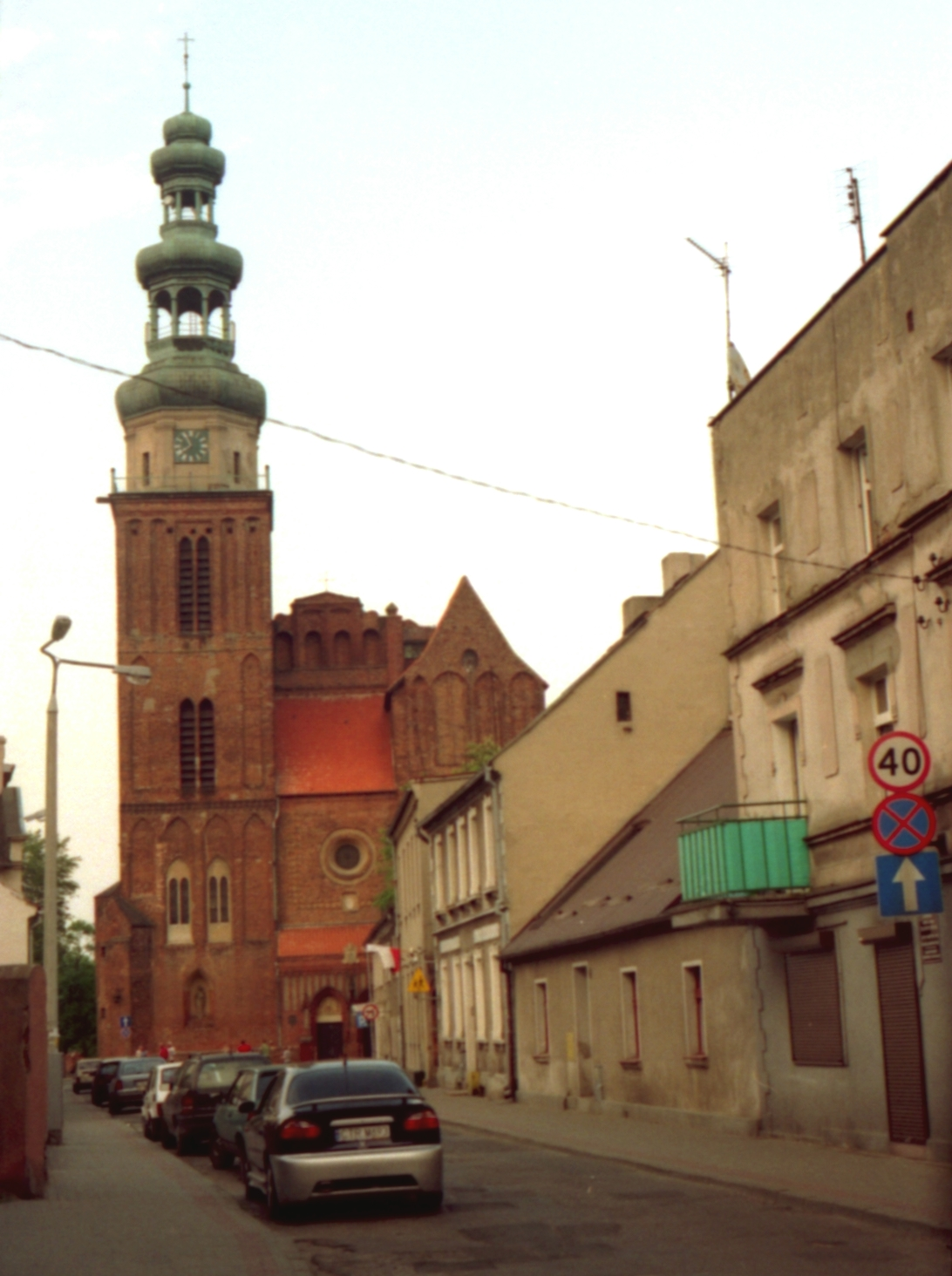
L'antica cattedrale della Santissima Trinità di Chełmża, oggi concattedrale della diocesi di Toruń.

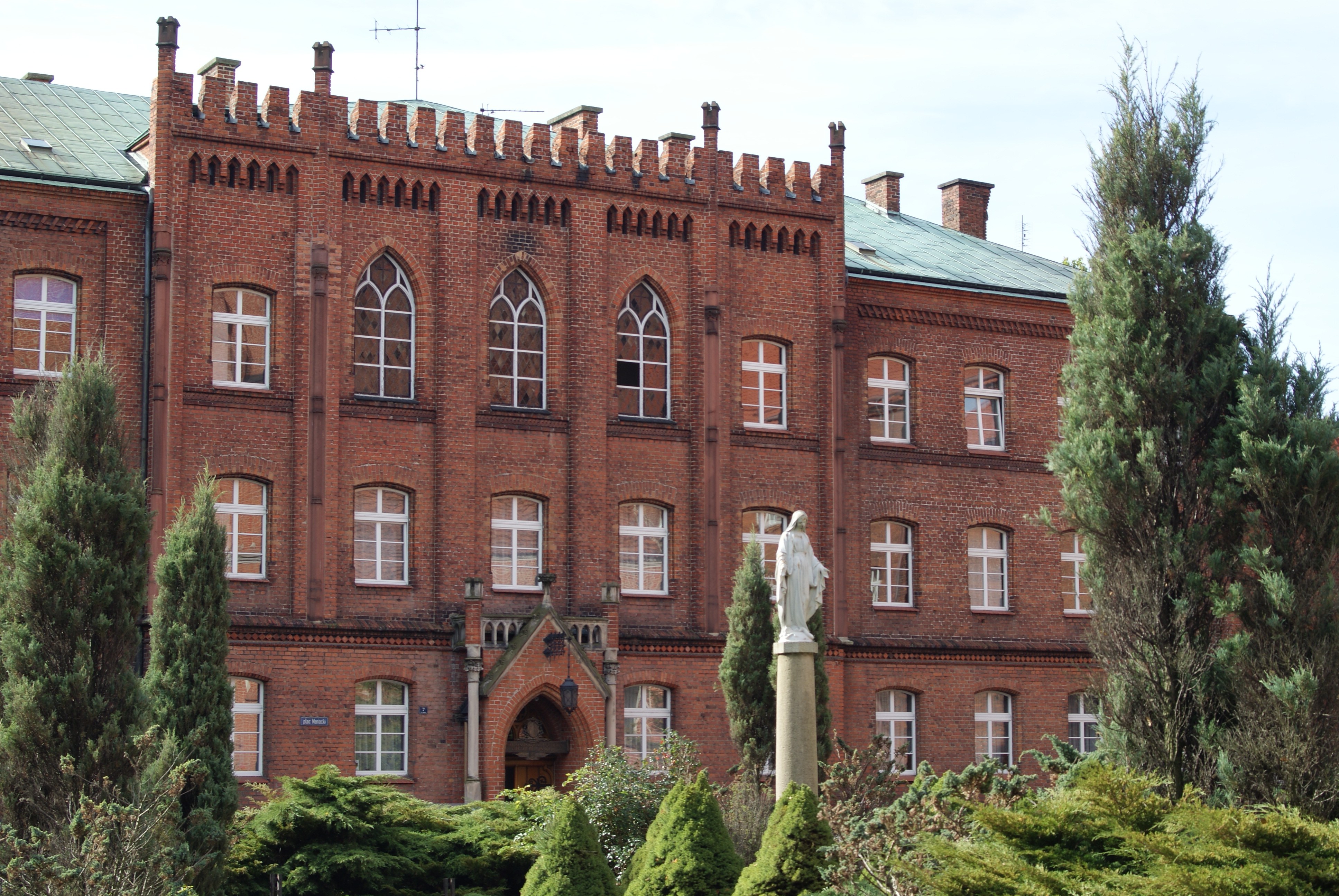
Il seminario di Pelplin.

La diocesi di Pelplin (in latino Dioecesis Pelplinensis) è una sede della Chiesa cattolica in Polonia suffraganea dell'arcidiocesi di Danzica. Nel 2023 contava 731.415 battezzati su 789.230 abitanti. È retta dal vescovo Ryszard Kasyna.

## Territorio
La diocesi comprende approssimativamente la parte del Voivodato della Pomerania ad ovest della Vistola, tranne il litorale baltico orientale, che appartiene all'arcidiocesi di Danzica.
Sede vescovile è la città di Pelplin, dove si trova la cattedrale dell'Assunzione di Maria Vergine. L'antica cattedrale della Santissima Trinità di Chełmża, è concattedrale della diocesi di Toruń, nel cui territorio è oggi situata.
Il territorio si estende su 12.890 km² ed è suddiviso in 28 decanati e 290 parrocchie.

## Storia
Incerte sono le origini della diocesi di Chełmno (Culm o Kulm in tedesco). Secondo la storiografia tradizionale tedesca, essa fu eretta il 29 luglio 1243 con la bolla His quae per dilectos filios di papa Innocenzo IV. Era una delle quattro diocesi fondate dal legato papale Guglielmo di Modena nello Stato Monastico dei Cavalieri Teutonici assieme alle diocesi di Varmia, di Sambia e di Pomesania.
Tuttavia, nella sua Historiae Poloniae, lo storico polacco Jan Długosz (noto come Johannes Longinus), segretario particolare del cardinale Zbigniew Oleśnicki e arcivescovo di Leopoli nel 1480, fa risalire la fondazione della diocesi al 966 con il vescovo Ottaviano; lo stesso Dlugosz menziona un altro vescovo, Martino, nel 1070. Un terzo vescovo di Chełmno, Ippolito romanus, è menzionato nel 1180 nelle opere di Nakielski e Miechovita. Infine, secondo una tradizione polacca anteriore al XIX secolo, un monaco cistercense di nome Cristiano sarebbe stato vescovo di Chełmno dal 1222 con l'incarico di evangelizzare il popolo dei Prussiani ancora pagano.
Di certo le liste episcopali riportate da Eubel e Gams, storici tedeschi, iniziano con Heidenryk, consacrato nel 1245, dopo l'erezione (o la rifondazione) della diocesi operata da Guglielmo di Modena. La diocesi ebbe il titolo di Chełmno, benché dal 1243 e fino al 1824 sede episcopale fu la città di Chełmża (in tedesco: Culmsee); se Chełmno fu sede episcopale, lo fu certamente prima del 1243.
Originariamente suffraganea dell'arcidiocesi di Gniezno, i cavalieri teutonici ottennero nel 1253 che essa entrasse nella provincia ecclesiastica dell'arcidiocesi di Riga. Questa decisione, benché confermata da papa Alessandro IV nel 1255, fu all'origine di forti contrasti e contestazioni. In seguito al trattato di Toruń del 1466, che vide il ritorno della terra di Chełmno alla Polonia, la diocesi fu nuovamente assoggettata alla provincia ecclesiastica di Gniezno.
Nel periodo 1243-1466, la maggior parte dei vescovi era originaria dell'Ordine teutonico. Tra le principali figure, si ricordano quelle di Heidenryk, primo vescovo, che incoronò nel 1253 Mindaugas, convertitosi al cristianesimo, re di Lituania; Jan Kropidło, dalla vita ecclesiastica assai burrascosa, che fu vescovo di diverse diocesi polacche; Arnold Stapel, che celebrò il primo sinodo diocesano noto. Dopo il 1466, i vescovi di Chełmno erano membri di diritto del senato polacco, di cui occupavano il nono posto nell'ordine gerarchico, passato al dodicesimo nel 1569, quando entrarono nel senato polacco anche i vescovi lituani. In quanto senatori, i vescovi di Chełmno ebbero dunque modo di occuparsi degli affari politici della nazione polacca; in particolare alcuni di loro furono incaricati della cancelleria della corona, o come gran cancellieri o come vice-cancellieri. Tra questi si ricorda in particolare Andrzej Olszowski (1661-1674); altri vescovi degni di nota furono: Johannes Dantiscus (1530-1538), distinto umanista e poeta latino, grande avversario del luteranesimo, uomo di Stato e diplomatico al servizio di Sigismondo I di Polonia; Stanislao Osio (Hosius), teologo al concilio di Trento, diplomatico e cardinale; e Andrzej Leszczyński, che fondò il seminario diocesano nel 1651.
Dopo l'introduzione del luteranesimo in Prussia, la parte della diocesi di Pomesania, che dopo il 1466 faceva parte del regno polacco, fu annessa nel 1601 alla diocesi di Chełmno e contestualmente i vescovi di Chełmno furono nominati amministratori apostolici del territorio della diocesi di Pomesania rimasto in territorio prussiano (fino al 1763).
Con la soppressione definitiva dello Stato polacco (1794), la diocesi si trovò a far parte del regno di Prussia. Il 16 luglio 1821, con la bolla De salute animarum, papa Pio VII riorganizzò le circoscrizioni ecclesiastiche cattoliche prussiane. La diocesi di Chełmno si ingrandì notevolmente con territori presi all'arcidiocesi di Gniezno sulla riva sinistra della Vistola fino a comprendere anche le regioni orientali della Pomerania e la città portuale di Danzica. Nel 1824 la sede vescovile fu trasferita da Chełmża a Pelplin, come stabilito dalla bolla De salute animarum; tuttavia la diocesi continuò a chiamarsi con l'antico nome medievale.
Durante l'Ottocento si susseguirono sulla cattedra episcopale di Chełmno quattro vescovi tedeschi dal 1833 al 1926; seguì il vescovo Okoniewski, che durante la seconda guerra mondiale fuggì in esilio, dove morì nel 1944; durante la sua assenza la diocesi fu governata dal vescovo tedesco di Danzica, Karol Maria Splett.
Dopo la prima guerra mondiale, la diocesi entrò a far parte della restaurata nazione polacca ad eccezione di alcune porzioni di territorio che rimasero in terra tedesca; inoltre Danzica ottenne lo status di città libera. Tra il 1923 e il 1930 Chełmno perdette questi territori: il decanato di Lauenburg divenne amministrazione apostolica nel 1923, annessa alla prelatura territoriale di Schneidemühl nel 1930; il decanato di Danzica fu eretto in diocesi nel 1925; infine i territori rimasti nella Prussia orientale furono annessi alla diocesi di Varmia nel 1930.
Il 2 novembre 1948 Chełmno divenne suffraganea dell'arcidiocesi di Poznań.
Con la bolla Totus tuus Poloniae populus del 25 marzo 1992, papa Giovanni Paolo II riorganizzò completamente le circoscrizioni ecclesiastiche polacche, dopo la caduta del regime comunista. La diocesi di Chełmno ha mutato il proprio nome in "diocesi di Pelplin" ed è entrata a far parte della nuova provincia ecclesiastica dell'arcidiocesi di Danzica. Dal punto di vista territoriale, la diocesi ha subito notevoli modifiche: ha acquisito larghe porzioni di territorio dalla diocesi di Koszalin-Kołobrzeg e dall'arcidiocesi di Gniezno; contestualmente ha ceduto l'intera parte settentrionale all'arcidiocesi di Danzica e tutti i territori sulla riva destra della Vistola per l'erezione delle nuove diocesi di Toruń e di Elbląg. Inoltre ha ceduto all'arcidiocesi di Gniezno la parte del decanato di Fordon compresa nel territorio del quartiere di Fordon.
Il 7 ottobre 1993, con la lettera apostolica Notae sunt, lo stesso papa Giovanni Paolo II ha confermato il diacono e martire San Lorenzo patrono principale della diocesi, e San Bernardo abate patrono secondario.
Il 24 febbraio 2004 ha ceduto un'ulteriore porzione del suo territorio a vantaggio dell'erezione della diocesi di Bydgoszcz.

## Cronotassi dei vescovi
Si omettono i periodi di sede vacante non superiori ai 2 anni o non storicamente accertati.
- Heidenryk, O.P. † (1245 - 29 giugno 1262 deceduto)
- Friedrich von Hausen, O.T. † (1264 - circa 1274 deceduto)
- Werner von Kulm, O.T. † (21 marzo 1275 - 1291 o 1292 deceduto)
- Heinrich Schenk, O.T. † (3 ottobre 1292 - circa 1301 deceduto)
- Hermann von Kulm, O.T. † (10 maggio 1303 - 1312 deceduto)
  - Sede vacante (1312-1319)
  - Eberhard von Kulm, O.T. † (circa 1312 - 1316 deceduto) (vescovo eletto)[12]
- Nikolaus Afri, O.P. † (18 ottobre 1319 - 26 settembre 1323 deceduto)
- Otto von Kulm, O.T. † (23 dicembre 1323 - 15 febbraio 1348 deceduto)
- Jakob von Kulm, O.T. † (22 agosto 1349 - 19 settembre 1359 deceduto)
- Johann Schadland, O.P. † (16 dicembre 1359 - 22 marzo 1363 nominato vescovo di Hildesheim)
- Wikbold Dobilstein, O.T. † (24 marzo 1363 - 1385 dimesso)
- Reinhard von Sayn † (1385 - 24 agosto 1390 deceduto)
- Martin von Lynow, O.T. † (1390 - 1390)
- Nikolaus von Schieffenburg, O.T. † (20 dicembre 1390 - 1º luglio 1398 nominato vescovo di Kamień)
- Jan Kropidło (Johann von Oppeln) † (26 aprile 1398 - 27 gennaio 1402 nominato vescovo di Cuiavia)
- Arnold Stapel, O.T. † (26 luglio 1402 - 31 maggio 1416 deceduto)
- Johann Marienau † (9 maggio 1418 - 7 marzo 1457 deceduto)
  - Bartholomaeus Rogseri † (19 marzo 1460 - dopo il 23 ottobre 1461 dimesso) (vescovo eletto)
  - Sede vacante (1457-1467)
- Wincenty Kiełbasa † (1º aprile 1467 - 8 novembre 1479 deceduto)
- Stefan z Niborka † (19 gennaio 1481 - dopo il 20 maggio 1495 deceduto)
- Mikołaj Chrapicki † (circa 1495 - 1508 dimesso)
- Jan Konopacki † (23 febbraio 1509 - 23 aprile 1530 deceduto)
- Johannes Dantiscus † (3 agosto 1530 - 11 gennaio 1538 nominato vescovo di Varmia)
- Tiedemann Giese † (11 gennaio 1538 - 20 maggio 1549 nominato vescovo di Varmia)
- Stanisław Hozjusz † (12 luglio 1549 - 11 maggio 1551 nominato vescovo di Varmia)
- Jan Lubodzieski † (18 novembre 1551 - 24 marzo 1562 deceduto)
- Stanisław Żelisławski, O.Cist. † (9 ottobre 1562 - 13 aprile 1571 deceduto)
  - Sede vacante (1571-1574)
- Piotr Kostka † (4 giugno 1574 - 25 gennaio 1595 deceduto)
- Piotr Tylicki † (17 luglio 1595 - 9 ottobre 1600 nominato vescovo di Varmia)
- Wawrzyniec Gembicki † (10 novembre 1600 - 19 aprile 1610 nominato vescovo di Włocławek)
- Maciej Konopacki † (17 agosto 1611 - 1613 deceduto)
- Jan Kuczborski † (28 aprile 1614 - 1624 deceduto)
- Jakub Zadzik † (2 dicembre 1624 - 17 settembre 1635 nominato vescovo di Cracovia)
- Jan Lipski † (1º ottobre 1635 - 20 dicembre 1638 nominato arcivescovo di Gniezno)
- Kasper Działyński † (27 gennaio 1639 - 1646 deceduto)
- Andrzej Leszczyński † (3 dicembre 1646 - 8 gennaio 1653 nominato arcivescovo di Gniezno)
- Jan Gembicki † (21 aprile 1653 - 11 ottobre 1655 nominato vescovo di Płock)
- Jan Leszczyński † (10 gennaio 1656 - ? deceduto)
- Adam Koss † (19 novembre 1657 - 11 febbraio 1661 deceduto)
- Andrzej Olszowski † (8 agosto 1661 - 26 novembre 1674 nominato arcivescovo di Gniezno)
- Jan Małachowski † (22 giugno 1676 - 12 maggio 1681 nominato vescovo di Cracovia)
- Jan Kazimierz Opaliński, O.Cist. † (17 novembre 1681 - 22 luglio 1693 deceduto)
- Kazimierz Szczuka † (5 ottobre 1693 - 30 giugno 1694 deceduto)
  - Sede vacante (1694-1699)
- Teodor Andrzej Potocki † (11 aprile 1699 - 1º giugno 1712 nominato vescovo di Varmia)
  - Sede vacante (1712-1718)
- Jan Kazimierz de Alten Bokum † (27 giugno 1718 - 30 giugno 1721 deceduto)
- Feliks Ignacy Kretowski † (30 agosto 1723 - 6 dicembre 1730 deceduto)
- Tomasz Franciszek Czapski, O.Cist. † (6 dicembre 1730 succeduto - 23 aprile 1733 deceduto)
  - Sede vacante (1733-1736)
- Adam Stanisław Grabowski † (26 settembre 1736 - 15 luglio 1739 nominato vescovo di Włocławek)
- Andrzej Stanisław Załuski † (20 luglio 1739 - 2 maggio 1746 nominato vescovo di Cracovia)
- Wojciech Stanisław Leski, O.Cist. † (10 aprile 1747 - 19 settembre 1758 deceduto)
- Andrzej Ignacy Baier † (12 febbraio 1759 - 31 gennaio 1785 deceduto)
- Johann Karl von Hohenzollern-Hechingen † (31 gennaio 1785 succeduto - 18 dicembre 1795 nominato vescovo di Varmia)
- Franciszek Ksawery Rydzyński † (18 dicembre 1795 - 17 ottobre 1814 deceduto)
  - Sede vacante (1814-1823)
- Ignacy Stanisław Matthy † (17 novembre 1823 - 20 maggio 1832 deceduto)
- Anastasius Sedlag † (20 gennaio 1834 - 23 settembre 1856 deceduto)
- Johannes Nepomuk von der Marwitz † (3 agosto 1857 - 29 marzo 1886 deceduto)
- Leon Redner † (16 novembre 1886 - 1º aprile 1898 deceduto)
- Augustinus Rosentreter † (27 febbraio 1899 - 4 ottobre 1926 deceduto)
- Stanisław Wojciech Okoniewski † (4 ottobre 1926 succeduto - 1º maggio 1944 deceduto)
  - Karol Maria Splett † (5 dicembre 1940 - 1945 dimesso) (amministratore apostolico)
- Kazimierz Józef Kowalski † (4 marzo 1946 - 6 maggio 1972 deceduto)
- Bernard Czapliński † (16 marzo 1973 - 30 dicembre 1980 deceduto)
- Marian Przykucki † (15 giugno 1981 - 25 marzo 1992 nominato arcivescovo di Stettino-Kamień)
- Jan Bernard Szlaga † (25 marzo 1992 - 25 aprile 2012 deceduto)
- Ryszard Kasyna, dal 27 ottobre 2012

## Statistiche
La diocesi nel 2023 su una popolazione di 789.230 persone contava 731.415 battezzati, corrispondenti al 92,7% del totale.
| anno | popolazione | popolazione | popolazione | presbiteri | presbiteri | presbiteri | presbiteri                | diaconi | religiosi | religiosi | parrocchie |
| anno | battezzati  | totale      | %           | numero     | secolari   | regolari   | battezzati per presbitero | diaconi | uomini    | donne     | parrocchie |
| ---- | ----------- | ----------- | ----------- | ---------- | ---------- | ---------- | ------------------------- | ------- | --------- | --------- | ---------- |
| 1950 | 986.387     | 1.017.923   | 96,9        | 597        | 468        | 129        | 1.652                     |         | 92        | 843       | 346        |
| 1959 | 1.022.391   | 1.032.365   | 99,0        | 740        | 620        | 120        | 1.381                     |         | 120       | 983       | 357        |
| 1970 | 1.190.723   | 1.212.688   | 98,2        | 881        | 730        | 151        | 1.351                     |         | 178       | 964       | 355        |
| 1980 | 1.392.721   | 1.447.614   | 96,2        | 878        | 751        | 127        | 1.586                     |         | 145       | 824       | 391        |
| 1990 | 1.612.307   | 1.697.528   | 95,0        | 955        | 809        | 146        | 1.688                     |         | 160       | 812       | 463        |
| 1999 | 802.038     | 850.186     | 94,3        | 537        | 459        | 78         | 1.493                     |         | 82        | 340       | 295        |
| 2000 | 802.000     | 850.370     | 94,3        | 555        | 475        | 80         | 1.445                     |         | 84        | 330       | 298        |
| 2001 | 802.000     | 850.000     | 94,4        | 550        | 475        | 75         | 1.458                     |         | 80        | 320       | 299        |
| 2002 | 802.000     | 850.000     | 94,4        | 557        | 479        | 78         | 1.439                     |         | 81        | 316       | 300        |
| 2003 | 802.000     | 850.000     | 94,4        | 556        | 479        | 77         | 1.442                     |         | 80        | 310       | 301        |
| 2004 | 802.000     | 850.000     | 94,4        | 553        | 483        | 70         | 1.450                     |         | 73        | 317       | 301        |
| 2013 | 732.000     | 732.000     | 100,0       | 577        | 497        | 80         | 1.268                     | 1       | 89        | 203       | 289        |
| 2016 | 725.000     | 775.000     | 93,5        | 617        | 528        | 89         | 1.175                     | 1       | 93        | 184       | 290        |
| 2019 | 719.600     | 776.400     | 92,7        | 614        | 524        | 90         | 1.171                     | 1       | 105       | 153       | 290        |
| 2021 | 728.000     | 785.520     | 92,7        | 609        | 520        | 89         | 1.195                     | 1       | 104       | 148       | 290        |
| 2023 | 731.415     | 789.230     | 92,7        | 618        | 523        | 95         | 1.183                     | 1       | 110       | 137       | 290        |